# Alois Kanamüller
Alois Kanamüller (* 14. August 1952 in Freyung) ist ein früherer deutscher Biathlet. 
Alois Kanamüller nahm zweimal an Olympischen Winterspielen teil. 1976 belegte er in Innsbruck über 20 Kilometer den 34. Platz, vier Jahre später lief er in Lake Placid auf derselben Distanz auf den 29. Platz. 1978 und 1979 wurde Kanamüller deutscher Meister im Sprintwettbewerb. Bei den Biathlon-Weltmeisterschaften 1979 wurde der Bayer 12. im Einzel.